# سم تسوی

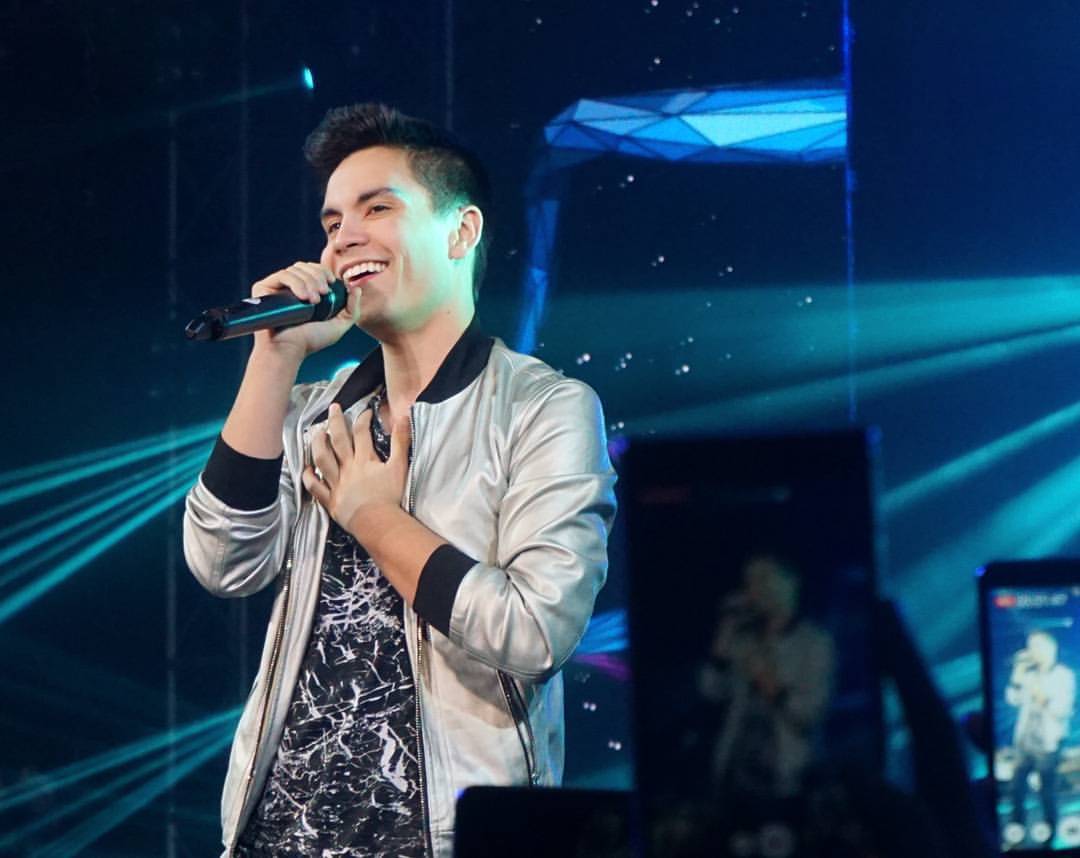
سم تسوی آمریکایی

سم تسوی (انگلیسی: Sam Tsui؛ زادهٔ ۲ مهٔ ۱۹۸۹) موسیقی‌دان اهل ایالات متحده آمریکا است. وی از سال ۲۰۰۸ میلادی تاکنون مشغول فعالیت بوده‌است.